# 고창소방서
고창소방서(高敞消防署, Gochang Fire Station)는 전북특별자치도 고창군을 관할하는 전북특별자치도 소방본부 산하의 소방서이다.
소방서장은 소방정으로 보한다.

## 조직
| - 소방행정과 - 소방행정팀 - 예산장비팀 | - 대응예방과 - 대응총괄팀 - 예방안전팀 - 구조구급팀 | - 현장대응단 - 지휘조사팀 |

## 관할센터 및 관할구역
고창소방서는 4개의 119안전센터와 1개의 구조대를 산하에 두고 있다.
| 명칭                 | 사진 | 주소                   | 관할구역                       | 지역대        |
| -------------------- | ---- | ---------------------- | ------------------------------ | ------------- |
| 고창119안전센터      |      | 고창읍 녹두로 1294     | 고창읍, 고수면, 신림면, 아산면 | 아산119지역대 |
| 무장119안전센터      |      | 무장면 무장남북로 20-5 | 무장면, 상하면, 해리면, 심원면 | 해리119지역대 |
| 흥덕119안전센터      |      | 흥덕면 문화2길 21      | 흥덕면, 성내면, 부안면         |               |
| 대산119안전센터      |      | 대산면 공음대산로 932  | 대산면, 성송면, 공음면         |               |
| 고창소방서 119구조대 |      | 고창읍 녹두로 1294     | 전북특별자치도 고창군 일원     |               |

## 같이 보기
- 대한민국 소방청
- 대한민국의 소방
- 소방관 계급